# Subotți, Znameanka
Subotți (în ucraineană Суботці) este localitatea de reședință a comunei Subotți din raionul Znameanka, regiunea Kirovohrad, Ucraina.

## Demografie
Componența lingvistică a localității Subotți
     Ucraineană (92,74%)
     Rusă (6,03%)
     Alte limbi (0,86%)
Conform recensământului din 2001, majoritatea populației localității Subotți era vorbitoare de ucraineană (92,74%), existând în minoritate și vorbitori de rusă (6,03%).